# 查爾斯·羅伯特·詹金斯

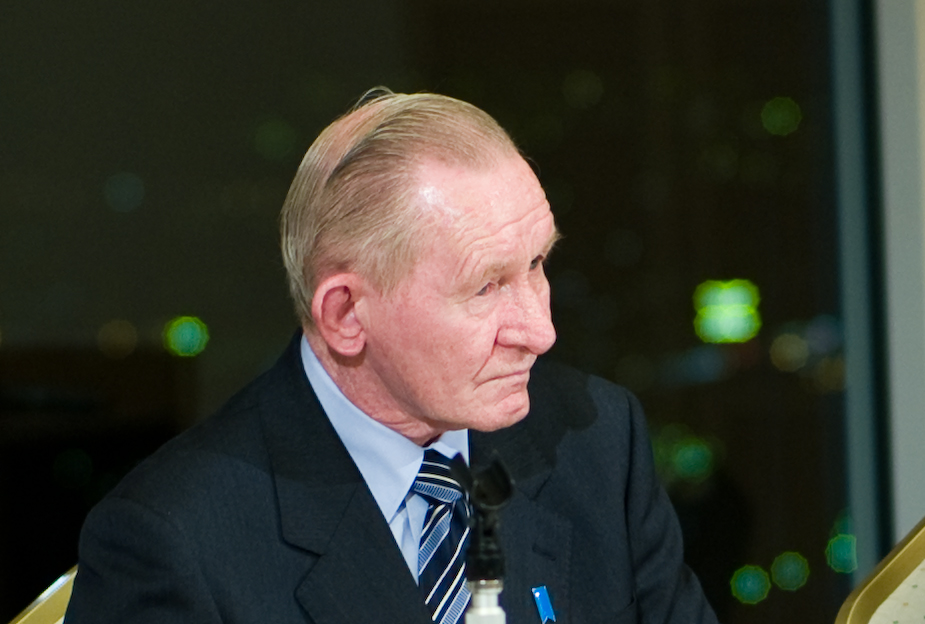
查爾斯·羅伯特·詹金斯

查爾斯·羅伯特·詹金斯（英語：Charles Robert Jenkins，1940年2月18日—2017年12月11日），是冷戰時期叛逃朝鲜的美國陸軍退役中士。朝鮮綁架日本人事件人質曾我瞳的丈夫。2004年因健康因素離開朝鲜到日本就醫時，美國國防部將其階級降為二等兵，2005年6月21日革除軍籍。

## 來歷

### 入伍從軍
詹金斯1940年生於美國北卡羅萊納州里奇史奎爾，1955年15歲時輟學并謊報年齡入伍美國陸軍服役，曾在神奈川縣橫濱市港北區駐紮，1964年以美國陸軍第1騎兵師所屬的中士身分前往韓國駐防。

### 叛逃至朝鲜
1965年1月5日凌晨2時30分，詹金斯帶領三名班兵在板門店南側10公里處執行例行巡邏任務時，以「察看前方不尋常的聲音」為由中途脫隊，之後就沒有再歸隊，與他同行的三名班兵四處尋找也都找不到人，斷定其可能被朝鲜人民軍俘虜。詹金斯的部隊全面清查後從他遺留的信件判斷其極有可能敵前逃亡，两週後朝鲜公佈了詹金斯「投誠」的消息，詹金斯並在朝鲜的宣傳廣播中宣稱自己已在朝鲜找到了他的「香格里拉」，詹金斯在朝鲜除了被迫接受朝鲜特工人員的洗腦教育及思想改造外，他亦被朝鲜政府及媒體塑造成反美宣傳的樣板，1980年曾經在朝鲜官方拍攝的韓戰相關電影《無名英雄》中，主演一名美軍軍官。同時詹金斯亦在平壤外語大學教授英語，1978年8月曾我瞳被朝鲜特務綁架來到朝鲜，成為詹金斯的學生，1980年兩人結婚，並育有二女(曾我美花、曾我布林達)。事後詹金斯曾表示他當年叛逃是為了逃避當時美國即將介入的越戰。

### 來到日本
2002年10月，日本首相小泉純一郎到朝鲜與金正日交涉，金正日同意放人，曾我瞳遂得以返回日本，但詹金斯懼怕到日本之後美國會開始追究其敵前叛逃的罪行，所以與兩個女兒繼續留在朝鲜。直到2004年7月9日因健康狀況協同兩個女兒離開朝鲜，詹金斯離開朝鲜後，美國國防部開始追究其叛逃罪行，並設法要將詹金斯引渡回美國審判，由於敵前叛逃在美国軍法唯一下场为死刑，但日本政府隨即出面協商，美國也為了避免影響與日本的友好關係，所以對詹金斯的叛逃案保持慎重的態度。2004年7月18日，詹金斯一家四口在日方的安排下於印尼雅加達團聚，並赴日就醫。9月11日，詹金斯出院前往駐日美軍的座間基地自首，因日方介入迫使美國國防部「從輕發落」，仅將詹金斯判處拘役30天，軍階降為二等兵，之後詹金斯一家四口定居於日本新潟縣佐渡市。

### 在日本的生活
- 2004年12月，取得日本的居留權
- 2005年6月，被革除軍籍，詹金斯高齡的母親公開表示對40年前詹金斯的叛逃案存疑，並相信自己的兒子當年絕對不是叛逃。
- 2005年10月，詹金斯出書《告白》寫下他在朝鲜的經歷以及朝鲜真實的生活環境。[1]
- 2007年1月，在自家滑倒，肋骨骨折送醫治療。
- 2008年1月，母親中風，1月7日返回美國探望母親，1月20日詹金斯母親病逝，享年94歲。
- 2008年7月15日，取得日本的永久居留權。
- 2017年12月11日，於新潟縣佐渡市逝世，享年77歲。[2]

## 外部連結
- 美國逃兵詹金斯向軍方自首 （页面存档备份，存于）
- 曾我瞳与詹金斯的故事